# 光稃稻
光稃稻（学名：Oryza glaberrima），又称非洲稻、非洲型稻、西非栽培稻，是人类种植的一种稻属作物。一般认为，光稃稻于两千至三千年前在尼日尔河上游，即今日马里一带得到驯化。
光稃稻为一年生作物。